# Macrogryphosaurus gondwanicus
Macrogryphosaurus gondwanicus es la única especie conocida del género extinto Macrogryphosaurus  (en griego “gran lagarto enigmático”) de dinosaurio ornitópodo elasmariano, que vivió a finales del período Cretácico, hace aproximadamente 89 millones de años, en el Coniaciense, en lo que es hoy Sudamérica. Encontrado en la Formación Portezuelo del Grupo Neuquén en Patagonia, Argentina. Fue descrito por Jorge Calvo et al., que llamaron M. gondwanicus a la especie tipo, haciendo referencia al antiguo supercontinente de Gondwana.
Macrogryphosaurus está basado en el holotipo llamado MUCPv-321, un esqueleto postcraneal. Este consiste en mucho de la columna vertebral, costillas, pelvis completa, esternón y cuatro placas pectorales. Estas placas, situadas a lo largo de la caja costal, son similares a las Talenkauen, otro iguanodóntido del Cretácico Argentino. Macrogryphosaurus es más largo que Talenkauen, para MUCPv-321se estima un largo de 6 metros y probablemente el individuo no había alcanzado su tamaño de adulto basándose en la falta de fusión de algunas vértebras. Esto lo hace uno de los mayores ornitópodos de Sudamérica excluyendo a los hadrosáuridos. Un análisis cladístico indica que era pariente de Talenkauen como un iguanodontiano basal y Calvo et al. propusieron un nuevo clado, Elasmaria, para ambos géneros. Como otros iguanodontianos basales debió haber sido un herbívoro bípedo.